# 아키하바라역
아키하바라역(일본어: 秋葉原駅 아키하바라에키[*])은 일본 도쿄도 지요다구에 있는 철도역이다.

## 이용 가능 철도 노선
- 동일본 여객철도
  - 야마노테 선
  - 게이힌 도호쿠 선
  - 주오·소부 완행선(소부 본선)
- 도쿄 지하철
  -  히비야 선
- 수도권 신도시 철도
  - 쓰쿠바 익스프레스

## 타는 곳

### JR 동일본
| 1 | 게이힌 도호쿠 선    | 우에노・아카바네・오미야 방면           |
| 2 | 야마노테 선         | 우에노・이케부쿠로 방면                 |
| 3 | 야마노테 선         | 도쿄・시나가와・시부야 방면             |
| 4 | 게이힌 도호쿠 선    | 도쿄・시나가와・요코하마 방면           |
| 5 | 소부 선（각역정차） | 오차노미즈・신주쿠・나카노・미타카 방면 |
| 6 | 소부 선（각역정차） | 긴시초・후나바시・지바 방면             |

#### 야마노테 선·게이힌 도호쿠 선
- 관할 철도 회사: 동일본 여객철도
- 승강장 형태: 섬식 승강장 2개 4선 (1, 4번은 게이힌-도호쿠 선, 2, 3번은 야마노테 선)

#### 소부 선 각역정차
- 관할 철도 회사: 동일본 여객철도
- 승강장 형태: 상대식 승강장 2개 2선 (5, 6번 승강장)

### 도쿄 지하철
| 1 | 히비야 선 | 긴자・롯폰기・나카메구로 방면        |
| 2 | 히비야 선 | 우에노・기타센주・도부 동물공원 방면 |

- 관할 철도 회사: 도쿄 지하철
- 승강장 형태: 상대식 승강장 2개 2선
- 역 번호: H-15

### 쓰쿠바 익스프레스
| 1 | TX 쓰쿠바 익스프레스 선 | 미나미나가레야마・모리야・쓰쿠바 방면 |
| 2 | TX 쓰쿠바 익스프레스 선 | 미나미나가레야마・모리야・쓰쿠바 방면 |

- 관할 철도 회사: 수도권 신도시 철도
- 승강장 형태: 섬식 승강장 1개 2선
- 역 번호: 01

## 역세권 정보
- 국도 제4호선
- 국도 제17호선
- 아키하바라 크로스필드
- 아키하바라 전자상가
- 이와모토초 역
- 아키하바라
- 만세이바시

## 역 역사
- 1890년 11월 1일: 아키하바라 화물 취급소로서 영업 개시.
- 1906년 11월 1일: 국유화.
- 1925년 11월 1일: 여객 영업을 시작함.
- 1928년 4월 1일: 고가화물역 제 1호공사 완성.
- 1931년 10월 1일: 고가 아래의 스페이스를 이용한 화물창고 영업개시.
- 1932년 7월 1일: 소부 본선, 오차노미즈 ~ 료고쿠 간 영업 개시.
- 1945년 3월 10일: 태평양 전쟁 중 공습. 유치하고 있던 객차 14량과 화차 50량이 소실됨.
- 1951년 11월: 현재, 전자상가 입구에 아키하바라 데파트 개점.
- 1962년 5월 31일: 제도고속도교통영단 히비야 선 아키하바라 역 영업 개시.
- 1965년 11월: 일본최장(당시)의 에스컬레이터가 쇼와도리구치 ~ 소부 선 승강장간에 설치.
- 1975년 2월 1일: 화물영업폐지.
- 1987년 4월 1일: 국유철도민영화. 국유 철도의 역이 JR동일본의 역이 됨.
- 2001년 11월 18일: Suica 사용 개시.
- 2004년 4월 1일: 제도고속도교통영단 지하철 민영화. 히비야 선이 도쿄 메트로의 역이 됨.
- 2005년 6월: 쇼와도리구치에 아트레비아키하바라가 개업.
- 2005년 8월 17일: JR역 중앙 개찰구 신설.
- 2005년 8월 24일: 수도권 신도시 철도 쓰쿠바 익스프레스 선 영업 개시.
- 2006년 12월 31일: 아키하바라 데파트 폐점, 동시에 백화점 입구 개찰 폐쇄.
- 2007년 3월 18일: PASMO 사용 개시.
- 2010년 11월 19일: 아키하바라 데파트 철거지에 신역 건물 완성.
- 2013년 3월 16일: 히비야 선 아키하바라 역에서 도영 지하철 신주쿠 선 이와모토초 역과의 연락 운수 개시, 이 역과의 환승 할인이 적용됨.
- 2020년 6월 6일: 히비야 선에 도라노몬 힐스 역이 영업을 개시함에 따라 히비야 선의 역 번호를 H 15에서 H 16으로 변경.

## 사진

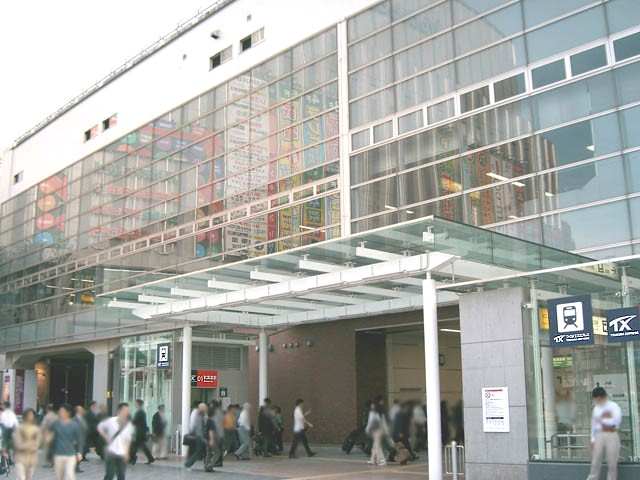
소부 선 역사

### 갤러리(JR선)

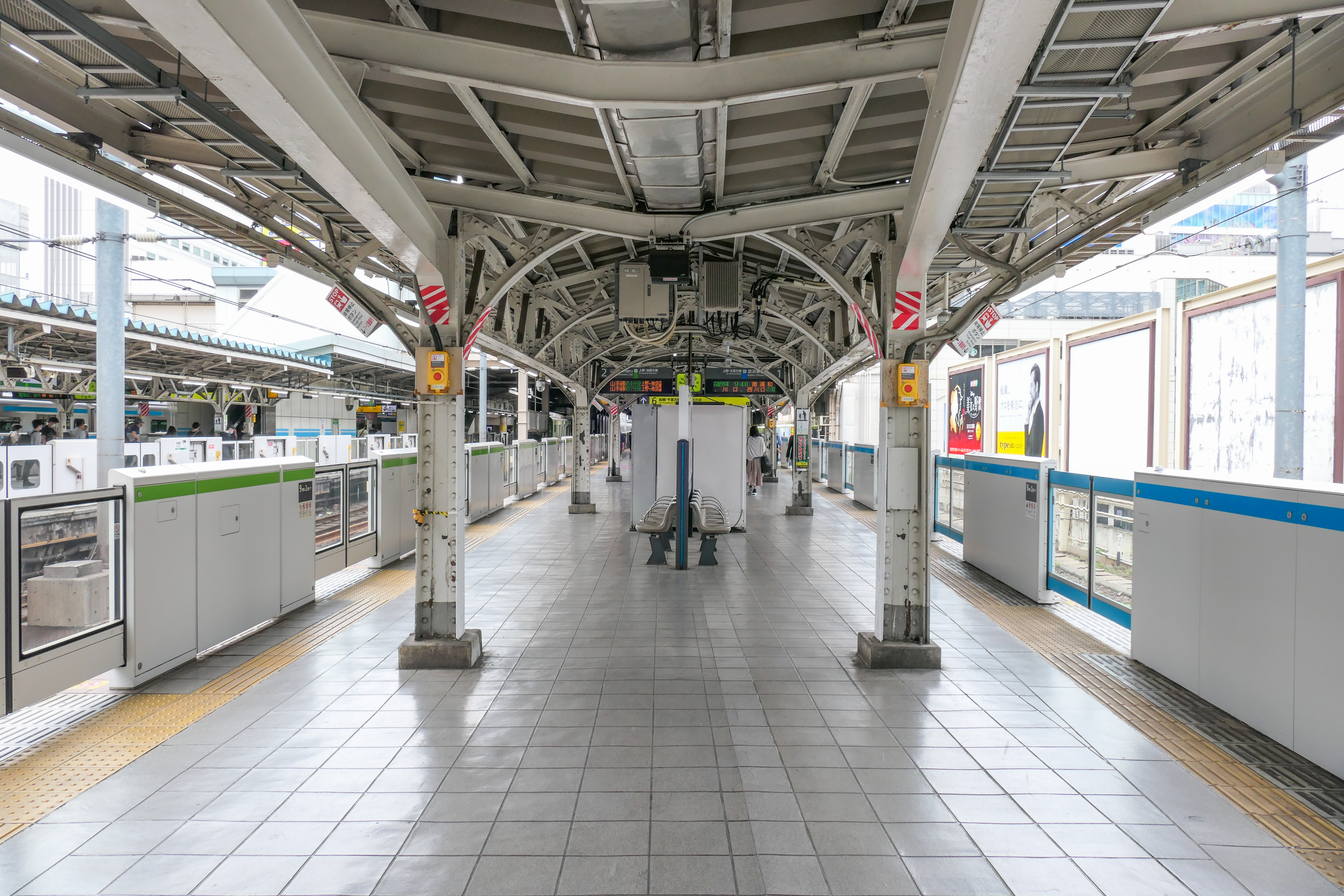
1·2번선(게이힌 도호쿠선·야마노테 선) 승강장
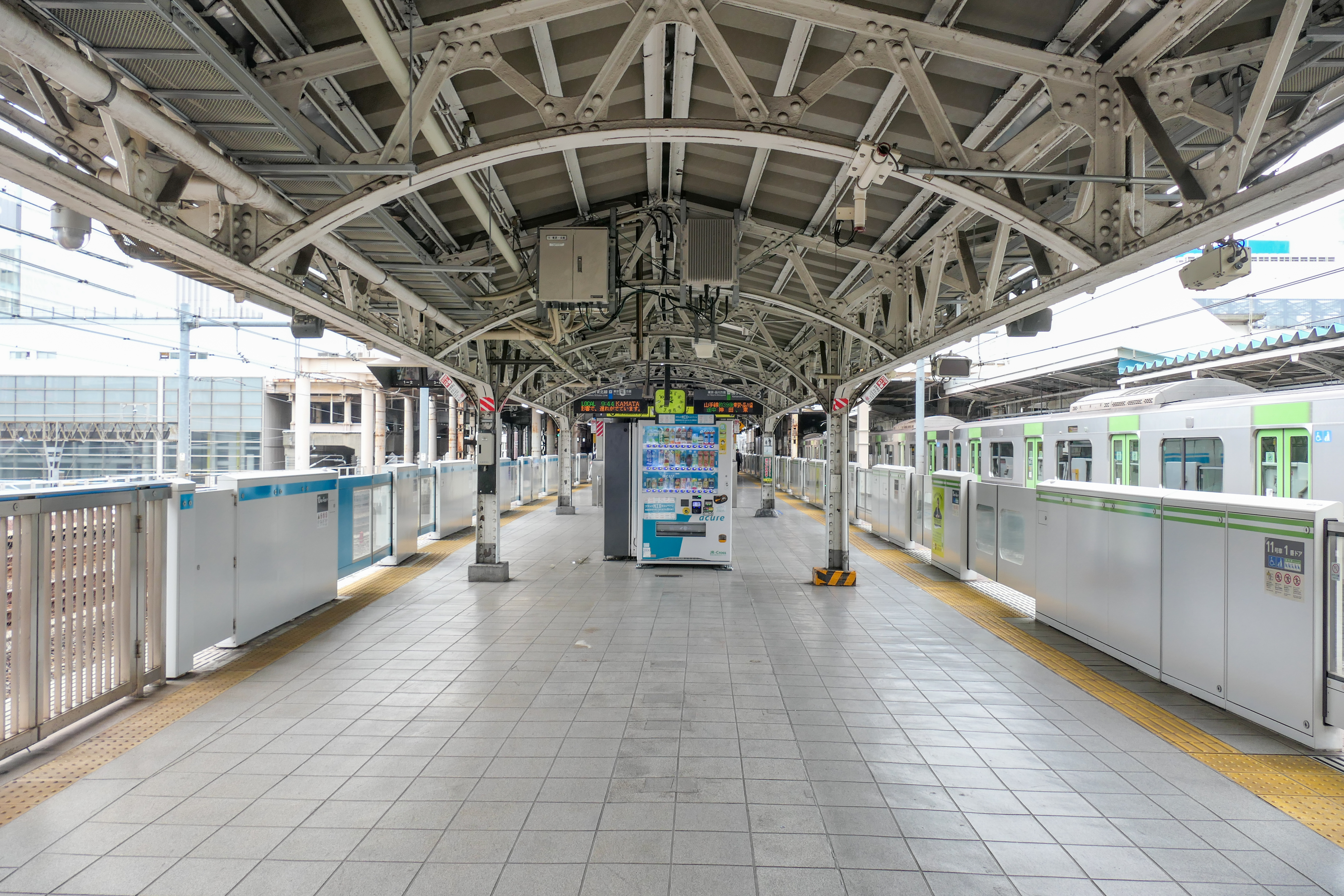
3·4번선(야마노테 선·게이힌 도호쿠선) 승강장
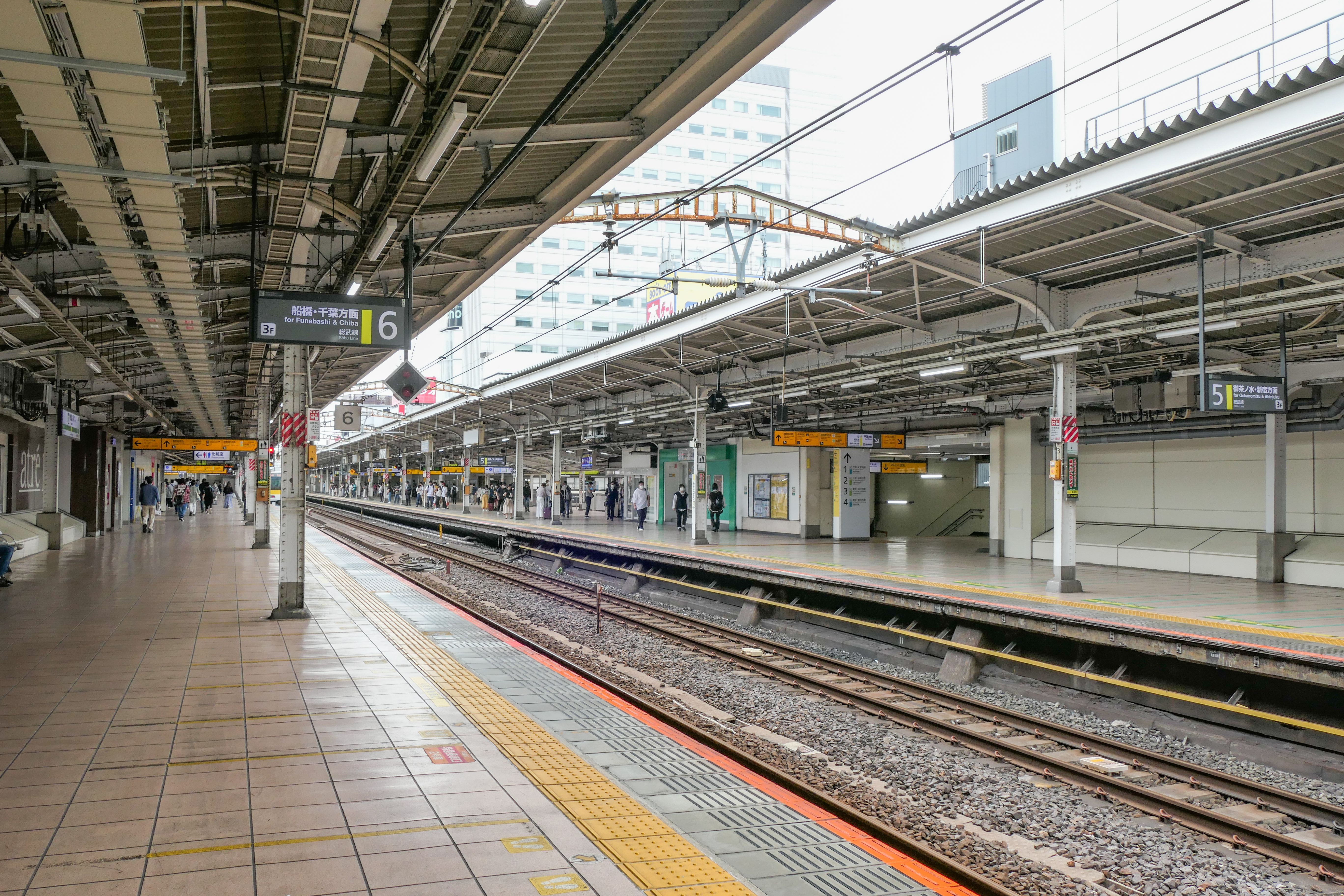
5·6번선(소부 완행선) 승강장

### 갤러리(도쿄메트로)

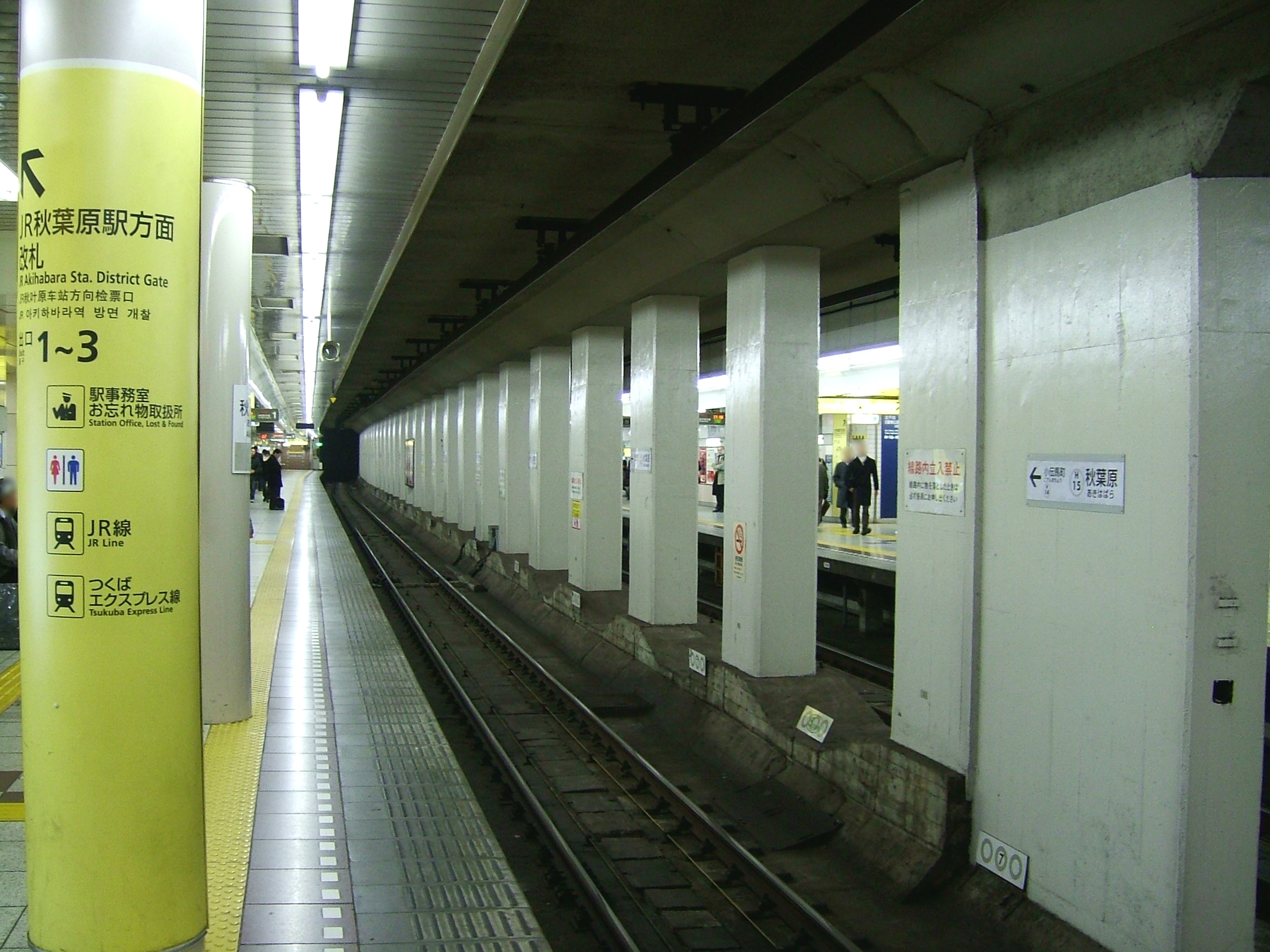
히비야 선 승강장

## 인접역
| 동일본 여객철도 도호쿠 본선    | 동일본 여객철도 도호쿠 본선          | 동일본 여객철도 도호쿠 본선       |
| ------------------------------ | ------------------------------------ | --------------------------------- |
| 우에노 오미야 방면             | 게이힌 도호쿠 선 평일쾌속            | 간다 오후나 방면                  |
| 오카치마치 오미야 방면         | 게이힌 도호쿠 선 각역정차 · 주말쾌속 | 간다 오후나 방면                  |
| JY 04 오카치마치 내선 순환     | 야마노테 선                          | JY 02 간다 외선 순환              |
| 동일본 여객철도 소부 본선 지선 |                                      |                                   |
| 아사쿠사바시 지바 방면         | 주오 · 소부 선 각역정차              | 오차노미즈 미타카 방면            |
| 도쿄 메트로 2호선              |                                      |                                   |
| H 15 고덴마초 나카메구로 방면  | 히비야 선                            | 나카오카치마치 H 17 기타센주 방면 |
| 수도권 신도시 철도 조반 신선   |                                      |                                   |
| 시·종착역                      | TX 쓰쿠바 익스프레스                 | 02 신오카치마치 쓰쿠바 방면       |